# International UFO Museum And Research Center
International UFO Museum And Research Center (pol. Międzynarodowe Muzeum i Ośrodek Badań nad UFO) – muzeum znajdujące się w amerykańskim mieście Roswell, w stanie Nowy Meksyk założone w 1991 jako organizacja edukacyjna non-profit. Siedzibą muzeum jest dawne kino z lat 30. XX wieku o nazwie Plains Theater. 
W muzeum znajduje się obszerna biblioteka i eksponaty skupiające się na incydencie w Roswell, historii spotkań UFO, Strefie 51, kręgach zbożowych, paleoastronautyce i uprowadzeniach ludzi przez kosmitów. W muzeum znajduje się również sklep z pamiątkami inspirowanymi UFO.